# 雷の戦士ライディ
『雷の戦士ライディ』（いかづちのせんしライディ）とは、ZyX（ジックス）から発売されている3D-RPG形式の18禁美少女ゲームシリーズ。コミックや小説などのメディアミックス作品もリリースされている。

## 概要
『ウィザードリィ』などと同系統の3DダンジョンRPGで、「勝ってもエッチ！ 負けてもエッチ！」がキャッチフレーズであり、Hシーンの多くはレズプレイである。
リメイク版『〜破邪の雷光』以降は絵柄などが大幅に変更されている。

## 歴史
- 1994年9月20日 - 雷の戦士ライディ（MS-DOS版） 発売
- 1994年10月7日 - 雷の戦士ライディ（FM-TOWNS, PC-9821兼用版） 発売
- 1995年12月22日 - 雷の戦士ライディ2（MS-DOS版） 発売
- 1996年
  - 3月22日 - 雷の戦士ライディ2（Windows95, FM-TOWNS, PC-9821兼用版） 発売
    - Windows95版は2が1に先行して発売された。 なお1, 2共にWindows95版として発売されたが、ZyXからはWindows 98にも対応と公表されている。

  - 8月23日 - 雷の戦士ライディ（Windows95版） 発売
- 2005年
  - 8月12日 - 雷の戦士ライディ 〜破邪の雷光〜（WindowsXP版） 発売
  - 9月28日 - 雷の戦士ライディ〜破邪の雷光〜 アンソロジーコミックス 発売
  - 10月28日 - 雷の戦士ライディ〜破邪の雷光〜 二次元ドリームノベルズ 発売
- 2007年
  - 3月30日 - 雷の戦士ライディI&II コレクションパック（WindowsXP版） 発売
    - オリジナル版のエディション表記は「2」、リメイク版では「II」である。

  - 6月15日 - 雷の戦士ライディII 〜邪淫の神殿〜（WindowsXP版） 発売
- 2009年
  - 8月13日 - 闘神艶戯 Vol.1に「雷の戦士ライディ 破邪の雷光」掲載（漫画：和馬村政）
  - 12月25日 - 闘神艶戯 Vol.5に「雷の戦士ライディ〜破邪の雷光」第2話掲載（漫画：和馬村政）
- 2010年
  - 4月14日 - 闘神艶戯 Vol.9に「雷の戦士ライディ 破邪の雷光」第3話掲載（漫画：和馬村政）
  - 11月15日 - 闘神艶戯 Vol.15に「雷の戦士ライディ 破邪の雷光」第4話掲載（漫画：和馬村政）
- 2011年
  - 4月17日 - 闘神艶戯 Vol.19に「雷の戦士ライディ 破邪の雷光」第5話掲載（漫画：和馬村政）
  - 11月25日 - メガミクライシス Vol.3に「雷の戦士ライディ 破邪の雷光」第6話掲載（漫画：和馬村政）
- 2012年
  - 3月23日 - メガミクライシス Vol.5に「雷の戦士ライディ 破邪の雷光」第7話掲載（漫画：和馬村政）
  - 7月24日 - メガミクライシス Vol.7に「雷の戦士ライディ 破邪の雷光」第8話掲載（漫画：和馬村政）
  - 10月17日 - 二次元ドリームマガジン Vol.67に「雷の戦士ライディ 外伝カラー小説」 (小説：筆祭競介 イラスト：和馬村政)
  - 10月26日 - 雷の戦士ライディIII 〜逆襲の邪神官〜が発売。また、それにあわせて雷の戦士ライディ ～コンプリートパック～が発売された。
- 2014年
  - 5月30日 - 雷の戦士ライディ 〜破邪の雷光〜 THE COMIC（漫画：和馬村政）発売
- 2015年
  - 3月27日 - ライディ3.5 〜フォレス危機一髪〜
    - 当初は2014年6月27日に発売予定だったが、延期となった。

## シリーズ作品

### 雷の戦士ライディ 〜破邪の雷光〜
『雷の戦士ライディ』（いかづちのせんしライディ はじゃのらいこう）は、1994年にZyX（ジックス）から発売された勝っても負けてもエッチシーンが見られる冒険活劇3D-RPGである。〜破邪の雷光〜
2005年、『雷の戦士ライディ 〜淫邪の胎動〜』というタイトルでリメイク版が発売される予定であることが報じられたが、 2005年6月15日に突如として店頭でのパッケージ販売を凍結する旨がZyXから告知された。凍結発表後の8月12日 、『雷の戦士ライディ 〜破邪の雷光〜』に変更されたうえで店頭での販売が実施された。この一連の店頭販売が凍結しかけた理由は未公表である。
ストーリー
雷を自在に操ることから「雷の戦士」と呼ばれる流浪の女戦士ライディは「エルス」という大陸を放浪していた。ある日ライディは「サッド」という寂れた町にたどり着く。「塔に棲み憑いたモンスターが町の若い女の子たち全員をさらい、助けに向かった若い男達も塔に入ったまま帰ってこなくなった結果、町が寂れてしまった。」という話を聞いたライディは、いてもたってもいられなくなり、女の子たちを助けるために問題の塔へ潜入し、モンスター退治に挑んでいく。
英語版
2007年5月14日、JAST USAの関連企業であるG-Collectionsが『雷の戦士ライディ』の権利を取得したことを発表し、英語版の開発を開始した。
当初G-Collectionsは、2007年半ばから後半あたりの発売を予定していたが 、諸般の事情により開発期間が長引き、2008年5月13日になってG-Collectionsが最終版の完成を報告した。

### 雷の戦士ライディII 〜邪淫の神殿〜
『雷の戦士ライディII 〜邪淫の神殿〜』（いかづちのせんしライディツー じゃいんのしんでん）は、1995年にZyX（ジックス）から発売されたRPGである。オリジナル版のタイトルは「雷の戦士ライディ2」、「邪淫の神殿」のサブタイトルが付いたのはリメイク版から。
ストーリー
前作から1年。サッドの塔での戦いで己の未熟さを痛感したライディは、武者修行と雷の力の正体を調べるために旅をしていた。
大陸エルスの砂漠を超え、オアシスの街「レイク・ブルー」に辿り着いた放浪の女戦士ライディは立ち寄った湖畔の町の人々を盗賊団が誘拐していた。そこで盗賊団による略奪を阻止するため、行動する。しかし事件の背後には大きな陰謀があった。やがて、秩序と破壊の神の戦いにより生まれた混沌神「ケイオス」の復活を目論む神官たちとの戦いに発展する。ボスとの対決ごとになるシーンの後、勝敗結果の両方に別々のエッチシーンが用意されている。
英語版
英語版は前作同様G-Collections が手掛けており、G-Collectionsは前作の最終版ができる前から開発計画を立てていることを明かしていた。
2010年3月10日、G-Collections はベータ版の開発およびポストプロダクションの段階に入ったことを明らかにし、先行予約の受付を開始した。
2010年6月29日、英語版のパッケージ販売が開始された
開発（リメイク版）
リメイクに当たっては、画面構成等の変更はあるものの、基本的なシステムはオリジナル版を踏襲している。
また、モンスターの大半はさわのたかじがデザインしており、オリジナル版よりもさらにファンタジー色の強いものとなっている。

### 雷の戦士ライディIII ～逆襲の邪神官～
『雷の戦士ライディIII ～逆襲の邪神官』（いかづちのせんしライディツー ぎゃくしゅうのじゃしんかん）は、2014年5月30日 にZyX（ジックス）から発売されたアダルトゲームである。
本項では、2015年に発売されたスピンオフ『ライディ3.5 ～フォレス危機一髪～』についても解説する。
「ライディ三部作」の完結編である本作は、ライディ一人でもゲームを進めることができるが、モンスターたちと融合できるシステムが追加されており、融合相手によってライディの容姿や性能が変わる仕組みとなっている。
ストーリー
雷の戦士ライディIII ～逆襲の邪神官
『II』で混沌神「ケイオス」の復活を阻止したライディは、自らの持つ雷の加護の秘密と、恋人ウィンの捜索のため旅を続けていた。
そこへ、フォンフォン、ティス、フォレスの三人が現れ、住処と仕事を失った責任を取るよう問い詰めてきた。
三人はレジールのダンジョンでは悪事をしていなかったため、ライディは強く出ることができず、三人の同行を黙認した。
ライディは『II』で盗賊のアムラから犯罪都市ヴァイスのことを聞いており、情報収集のためにヴァイスへ来たが、ライディは盗賊ギルドへの接触すらできなかった。しかも、フォンフォンらがライディへのつけと称してライディの支払い能力を超える額の宴会を開いた結果、無銭飲食の罪で盗賊ギルドに連行された。ギルドマスターは売り飛ばされたくなかったら、町の地下水道にいる錬金術師たちを一掃してほしいと提案し、ライディは飲み代のつけを清算すべく、それを飲んだ。
ライディ3.5 ～フォレス危機一髪～
ライディ一行は犯罪都市ヴァイスを去り、ホラズム砂漠内のオアシス、ククリュスに到着した。到着から程なく一行はトラブルに巻き込まれ、ある王家の従者達がフォレスをさらう。それを機に、ライディたちは、フォレスを救出すべく、女だけの格闘集団・美苦家人に戦いを挑む。

## 登場人物

### シリーズ共通
ライディ
主人公。気が強く負けず嫌いの反面、優しい面も持つ美女戦士。雷の力を自由に操り、その力を利用した必殺技「サンダースラッシュ」を武器にエルス大陸を放浪している。並の戦士では太刀打ちできないほどの技量の持ち主でもある。トレードマークは赤い髪と黄色いバンダナ。
秩序の神クティーブによって雷の精霊の加護を受けており、混沌神ケイオスの復活阻止が彼女の宿命であるが、『2』の中盤までそのことを知らなかった。信仰心のない彼女に何故加護があるのかは不明である。
マゾヒストの気があり、たとえ無理やりでも相手からの淫らな行為に対して嫌だといいながらも身体は感じてしまうようである。
敵に対する『お仕置き』は相手がやっていたことをそのまま味わわせるという因果応報を地でいく成敗だが、時々それに夢中になって我を忘れることもある。なお、大抵の場合、お仕置きした後はそのまま放置する。
ウィンという名の恋人の存在がほのめかされており、彼を探し出すことと自身の雷を操る力の謎を解明することが彼女の旅の本来の目的であり、『3』でウィンとの再会を果たした。
Windows95版までの設定では19歳。身長は165センチ。後述のキャラクター達も含めて、リメイク版でもこの設定が残っているのかは不明。
2の能力値を見る限り、右利きのようである（同じ武器でも右手に持った方が攻撃力・命中率が高い）。
ちなみに服装は1と2以降を比較すると2以降のほうが露出度が高く、3では下記のフォレスに露出狂一歩手前とまで言われてしまった。
フォンフォン
女人狼（ワーウルフ）。『1』ではサッドの塔1階の番人として立ちはだかり、『2』ではモンスターの街の道具屋の主人として登場しライディを助けてくれる。『3』でも仲間として登場。サディストではあるものの、大雑把なところもあり、義理堅い性格でもある。
鞭責めが大好きで、ライディに負けてからというものの彼女にプレイを要求してくる。尻尾が弱点。
語尾が片仮名（『〜だネ』『〜ライディちゃン』など）。
Windows95版までの設定では身長150センチ。
ティス
女悪魔。『1』では3階の番人、『2』ではモンスターの街の武器屋の主人として登場。『3』でも仲間として登場。蝋燭責めが得意だがライディはその現場を見ていないため、彼女へのお仕置きを躊躇っていた。
悪魔であるためか約束を破らない。蝋燭責めを好み、角が弱点。
Windows95版時代までの設定では身長160センチ。
フォレス
精霊魔法を得意とするダークエルフの女性で、サラマンダーの“サラ”、ウンディーネの“ディーネ”、シルフの“フィー”の三精霊を連れている 。『1』では4階の番人、『2』ではモンスターの街の診療所の主人として登場。『3』でも仲間として登場したほか、スピンオフ作品である『3.5』では主役を務めた。
幼い顔立ちをしており、長寿の種族であるダークエルフの中では子どもとみなされているが、人間からは年長者とみなされている。無邪気で残酷な性格。
他者に浣腸をすることが大好きで、とんでもないプレイをライディに持ちかける。ちなみに診療方法も「完調」という薬品を腸に直接投与するため、ライディは彼女の診療を受けたがらない。耳が弱点。
『3.5』では、ライディの頼みでエルージェのところまで行く途中、東方の自警団・美客家人との戦闘に巻き込まれる。
Windows95版までの設定では身長155センチ。
エルージェ
女魔道士。『1』では2階の番人。『2』では未登場だが、『3』で再登場。元は実力のある研究者で、キュバストが倒された後は自分の塔に戻っていた。名前は小説版と『3』で判明。杖と蛇のような生物での責めを得意とする。
龍脈を利用する目的で犯罪都市ヴァイスの近くに塔を建てている。『3.5』では、ライディに美苦家人の情報提供をする。
Windows95版までの設定では身長170センチ。

### 1の登場人物
淫魔獣キュバスト
1の黒幕。女性の体液を主食とする醜悪なモンスター。塔のモンスターや番人を性の奴隷にして操り、サッドの街の人間を攫わせていた。巨大な体躯に醜悪な外見だが、強大な魔力を持つ。魔獣ながら悪魔を性的に手懐ける能力を持つ。
Windows95版までの設定では、元々は淫魔であったが混沌神ケイオスの呪いによって魔獣化した。
女騎士
塔5階の番人。重厚な甲冑と剣を自在に操る凄腕の剣士であるが、かなり人見知りが激しく引っ込み思案なため、仮面をとると性格が豹変してしまう。三角木馬を使った拷問をしていた。人間の可能性がある。ゲームでは名前は判明していないが、小説版ではネリスという名前が設定されていた。
Windows95版までの設定では身長165センチ。仮面には混沌神ケイオスの呪いがかけられている。

### 2の登場人物
セティア
レイク・ブルーの宿屋の主人。侍女服を纏った礼儀正しい少女であるものの、ライディが盗賊団を壊滅させた際にとんでもないお礼をするなど、少しずれた感性を持っている。実はローズと関係を持っている。
Windows95版までの設定では18歳。
クレイ
レイク・ブルーの武器屋の主人。快活でさっぱりとした性格の女性であり、重度の武器好き。
Windows95版までの設定では20歳。
レスティ
レイク・ブルーの酒場の主人である中年女性。ライディすら見惚れる美貌だが、その美貌は男を誘うためにも使う。
Windows95版までの設定では24歳。
ローズ
レイク・ブルーの道具屋の主人。ボンデージに身を包んだ妖艶な女性で、その視線はライディが身の危険を感じるほど妖しいものである。
Windows95版までの設定では21歳。
アムラ
レイク・ブルーに訪れていた盗賊の少女。ライディに情報やアイテムをくれる。
Windows95版までの設定では20歳。
ホルン
クティーブに仕える巫女。かなりマイペース。見た目は10歳代後半か20歳代前半のようだが精神年齢は幼い。しかし、この世界の成り立ちや神についてなどを知っているほどの博識であり、彼女をイベントで助け出すと、その方面の知識に疎いライディに詳しく説明してくれる。
Windows95版までの設定では17歳。
ジャンク
口が達者ながらも実力が足りない傭兵。ライディを狙っている。
Windows95版までの設定では24歳。
ジャミ
ジャミ盗賊団リーダー兼奴隷商の女性。得意武器は鞭。職業柄非人道的な人物であるが、部下からは慕われている。
Windows95版までの設定では26歳。
スーディア
ジャミの部下。女の子を苛めるのが好きなサディスト。ジャミを慕っている。
Windows95版までの設定では23歳。
シュラ
ジャミに雇われた腕利きの戦士。ペニバンを使って女の子を責めるのを好む同性愛者。
Windows95版までの設定では24歳。
モルファ
ケイオス教のシスター。僧衣と頭巾を被ったいかにも清楚な格好だが、性格は悪辣で意地悪。
シャイ
セイレーン。モンスターの街と呼ばれる洞窟に住む、レジールの部下。美青年をはべらせている。人を魅了する歌声を持つが、聞かれなければどうということはない。
アディラーム
髪を蛇に変化させることのできるメドゥーサの女性。眼力により意識を残したまま人の動きを止めることが出来、人間を「インテリア」と称して飼っている。
キャミル
女吸血鬼である同性愛者。その牙に貫かれた者の心はキャミルの虜にされ、その能力により自分の気に入った美少女をはべらせている。吸血鬼ゆえに不死であり、普通の武器ではダメージを与えることはできない。
チャムス
土や石で作ったゴーレムを操るドルイドの少女。外見は幼い少女だが精神年齢はかなり高い。また、性格も残虐的でありゴーレムでかなりエグイことを平気で行う。本人に戦闘能力はない。
リール
洞窟最下層からの脱走者の尻を叩いてお仕置きするガーディアン。巨大な鎧に身を包んでいるが、それは中に入った者が指示を出すロボットのようなもので、リール本人には戦闘能力はない。ライディが勝つと中身の女の子をお仕置きし、負けるとライディがお尻叩きの刑にされてしまう。
雫紅
レジールに仕えるくのいち（だがライディにはこの言葉が通じない）。どう考えても魔術や手品の領域の忍術を操る。折檻好き。
レジール
洞窟の首魁であるサキュバス。数多くの男の精を吸い取ったため、女性からも吸精することが可能になった。レジール曰く男の精よりも女の精の方が強いため女たちを集めているとのこと。特にライディの精力は普通の女性よりも強力で、反応も彼女好みだったため、ライディを自分のペットにしたいと考えている。桃色の霧を身に纏い、男女問わず虜にしてしまう魅力がある。黒い蜘蛛を思わせる露出度の高い甲冑を持つ。
偽ライディ（レプリカント）
魔術で作られたライディそっくりの偽者で、髪の色などにわずかな差異がある。ライディと互角の剣の技量を持ち、本物には及ばないものの雷の力も使える。「ライディを倒すことで自分こそが本物のライディだ。」と、本物のライディに対して対抗心を持っている。
マリエル
快楽に溺れ堕落した堕天使。両性具有。混沌を求め、すべての人間を堕落させようとしている。
ギャブ
混沌神に仕える神官の男。理知的だが知識を鼻にかけたような言い方をする嫌味な性格である。混沌神復活のためにジャミやレジールを利用している。ライディが持つ雷の力について何かを知っているようなそぶりを見せる。

### 3の登場人物
ギルドマスター
犯罪都市ヴァイスのギルドマスター。過去に暗殺未遂事件に巻き込まれて愛娘を失っており、自身も重傷を負った。
マリア
ギルドマスターの腹心であるメイド姿の女暗殺者。ギルドマスターを襲撃した犯人がヴィランではないかと疑っている。
ヴィラン
犯罪都市ヴァイスのナンバー2。
リィーア
ギャルンの部下である女剣士。
ゲイル
アラクネの部下である仮面の剣士。
クァック
混沌神の神官でもある錬金術師。ヴァイスの地下水道を拠点に人体実験やホムンクルスの製造を行っている。
ヘカ
ヴァイス地下水道1階のフロアボスで、クァックの部下。クァックが実験で生み出したキメラであり、上半身は人間の美女だが、下半身は6本の蛇とタコの足で構成されている。
メル
ヴァイス地下水道2階のフロアボスで、クァックの部下。少女の姿をしたホムンクルス。
アラクネ
混沌神の神官。
フォルミ
ヴァイス近郊の山に住まう昆虫人間の種族の一つである蟻族の長。
ピリオ
昆虫人間たちの長。蝶のような姿をしており、魔法のほかにも羽から出る鱗粉も武器とする。
ヴェス
昆虫人間の種族の一つである蜂族の長になったばかりの女性。
パズズ
ギャルンが召喚した暴風の魔神。
ギャルン
混沌神の大神官。豪放磊落な性格ながらも緻密な計画を立てる一方、一度怒りを爆発させるとだれにも止められない。

### 3.5の登場人物
シャオリン （小琳）
美客家人の一派・美梁の一員。三節棍のほか、自らの長髪も鞭のような武器として用いる。
チュンファ （春花）
美客家人の一派・美梁の一員。無邪気な性格をしている。2本のサイを武器とするほか、飛び蹴りも多用する。
ツァイツァイ （彩彩）
美客家人の一派・美梁の一員。ヌンチャクと二段回し蹴りを得意とする。必要最低限のことしか話さない。

## 用語
エルス大陸
本シリーズの舞台となっている大陸。人間の他にも獣人・ダークエルフの様な異種族やモンスターも生活している。国は多く存在しているがモンスター等の影響もあり、正式な国境等はない。文明のレベルは高くないが、魔法による技術が存在する。また、クティーブ教・デスロイト教・ケイオス教という3つの宗教が存在している。
クティーブ教
創造神クティーブを信仰している宗教。慈愛の精神を重んじる。エルス大陸では多くの人々が信仰している。
デスロイト教
クティーブと対立する破壊神デスロイトを信仰している宗教。世界の始まりから現在まで、クティーブとデスロイトは戦い続けているとされている。汚れた世界が裁きによって滅びることを望む。過激な行動を取ることもあるため、信仰を禁止する国もある。
ケイオス教
混沌神ケイオスを信仰している宗教。世界の混沌を望む宗教で一般的には異端視されており、その実態は不明瞭となっている。ケイオスはクティーブとデスロイトの戦いによって生じた混沌から誕生した神で、地上で暴れまわったためにクティーブとデスロイトにより封印された。ゲーム中ではこのケイオスを復活させようと企む人々が登場し、ライディと対立する。
精霊の加護を受けた者
クティーブがケイオスの復活を阻止するために生み出した、精霊の力を操ることができる人々のことであり、雷の精霊の加護を受けたライディもその一人である。また、後述の『魔剣少女エンヴィー 〜Blade of Latens・炎の継承者〜』には炎の精霊の加護を受けた少女エンヴィーが登場する。

## スタッフ
MS-DOS版、Windows95対応版
- シナリオ：朝凪軽（GM・夕凪）
- 原画：金子光晴

XP対応版
- シナリオ：「雷の戦士ライディ」制作委員会
- 原画：和馬村政（和馬村正）

## 関連商品
雷の戦士ライディ 〜破邪の雷光〜 アンソロジーコミックス
表紙：和馬村政
発行：キルタイムコミュニケーション
定価：990円（本体943円+税5%）
ISBN 4-86032-207-X C0979
- 収録作品 - 作家

獣娘の淫撃 - 秋葉わたる
悪戯に御用心! - 不動乱
魔手の指先 - 神尾96
女悪魔ティスの蝋辱 - 夜の音
魔薬 肛虐のダークエルフ - 赤木
変幻外道剣士 - しなま
馬上の陥穽 - 仁楠
終わりに見る夢 - MISS BLACK
雷の戦士ライディ 〜破邪の雷光〜 二次元ドリームノベルズ
ゲームのストーリー（原作）にオリジナルエピソードが追加されている。
小説：筆祭競介
挿絵：高浜太郎
表紙：和馬村政
判型：新書サイズ
発行：キルタイムコミュニケーション
定価：935円（本体890円+税5%）
ISBN 4-86032-211-8 C0293
雷の戦士ライディ 〜破邪の雷光〜 THE COMIC 二次元ドリームコミックス
闘神艶戯vol.1からメガミクライシスVol.17まで不定期で連載されたもの。
漫画：和馬村正
発行：キルタイムコミュニケーション
定価：1100円（本体890円+税8%）
ISBN 978-4-7992-0586-0 C0979

## 評価

### I
カレン・ゲレンダー（ Karen Gellender）は Destructoidに寄せた記事の中で、「このような感じのストーリーの良しあしを判断する自信はないが、『雷の戦士ライディ』はアダルトゲームとしても、とりわけダンジョンアドベンチャーゲームとしてもよくない。だが、道義的に見て面白い作品とは言えなかった。システムはとても基本的（マップの機能をそぎ落とした『世界樹の迷宮』と考えてほしい）なものながら、プレイは堅実で、絵も魅力的だった」と評価した

### II
Virtual Sex Games は『II』について「RRG全体でみると『雷の戦士ライディII 』は名作とはいえないが、成人向けRPGの中では見栄えのする作品であることは確かである」と評した

### III
Game-Styleのライター・カズオは『III』について、「Hシーンは差分ではなく、一つ一つ独立したシーンになっているのには驚いた。『勝ってもエッチ！　負けてもエッチ！』というフレーズ通り、様々なシチュエーションのHシーンを楽しめた。」と述べ、過去作をプレイしていなくても楽しめると評した。